# Thibaudie
Thibaudie (Thibaudia) je rod rostlin z čeledi vřesovcovité. Jsou to epifytické nebo pozemní keře s jednoduchými střídavými listy a červenými nebo bílými, trubkovitými květy, které jsou opylovány převážně kolibříky. Plodem je bobule. Rod zahrnuje 73 druhů a je rozšířen výhradně v Latinské Americe. Nejvíce druhů roste v Andách. Dužnina plodů některých druhů je jedlá.

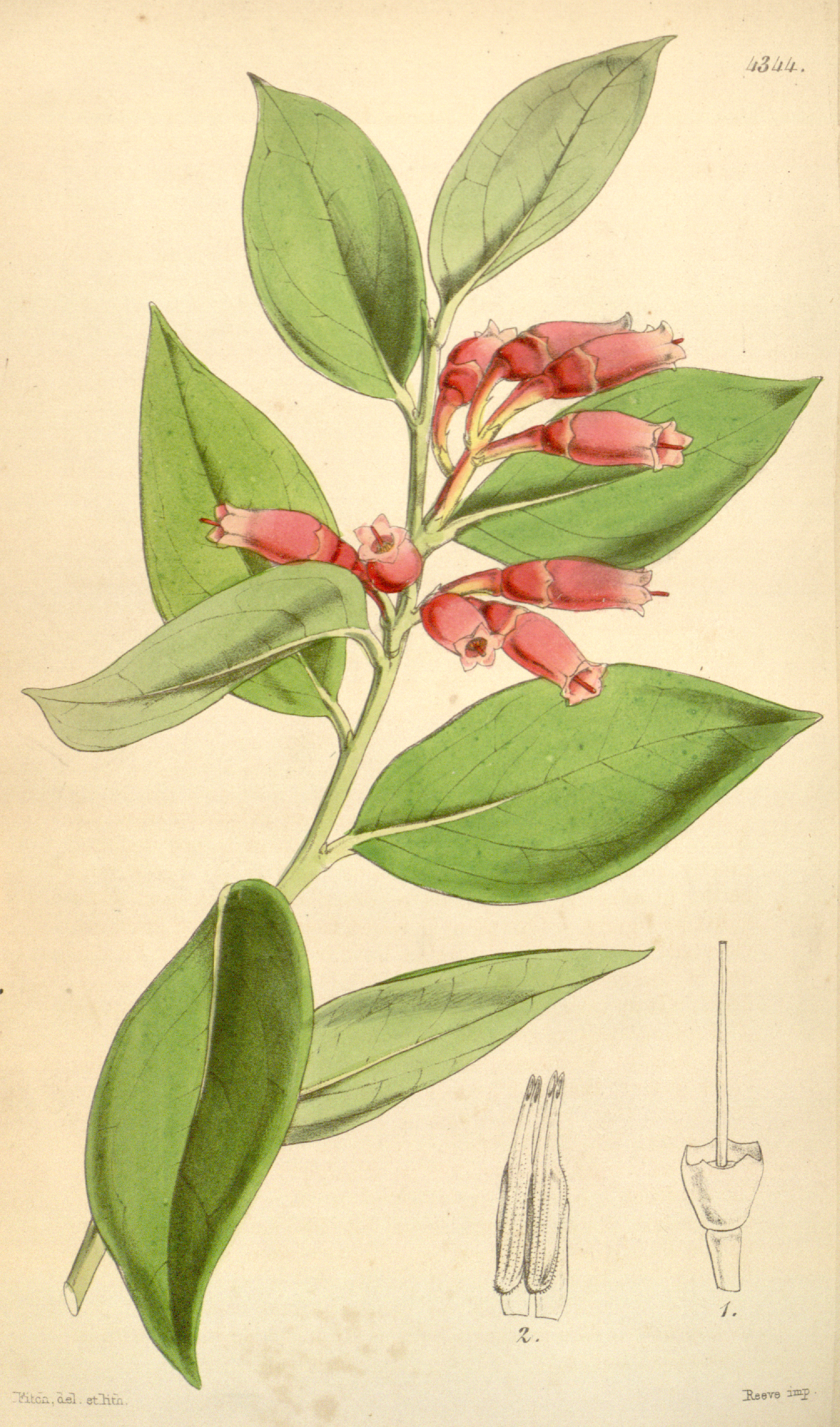
Ilustrace Thibaudia floribunda z roku 1847

## Popis
Thibaudie jsou epifytické nebo pozemní stálezelené keře. Listy jsou střídavé, řapíkaté, více či méně kožovité, celokrajné nebo s vroubkovaným okrajem. Žilnatina je zpeřená nebo od báze vícežilná. Květy jsou pětičetné, uspořádané v úžlabních nebo vrcholových, chudých až mnohokvětých svazečcích, hroznech nebo latách. Řidčeji květenství vyrůstají přímo ze starších větví (ramiflorie). Kalich je pětičetný, nezřídka pětihranný, řidčeji pětikřídlý.
Koruna je nejčastěji červená nebo červená s bílým koncem, řidčeji bílá, válcovitá, na konci uťatá, někdy pětihranná nebo řidčeji pětikřídlá.
Tyčinek je 10, jsou zhruba stejně dlouhé a téměř tak dlouhé jako koruna. Nitky mohou být volné nebo srostlé.
Semeník je spodní, čnělka bývá stejně dlouhá jako koruna nebo lehce vyčnívá. Plodem je bobule obsahující mnoho drobných semen.

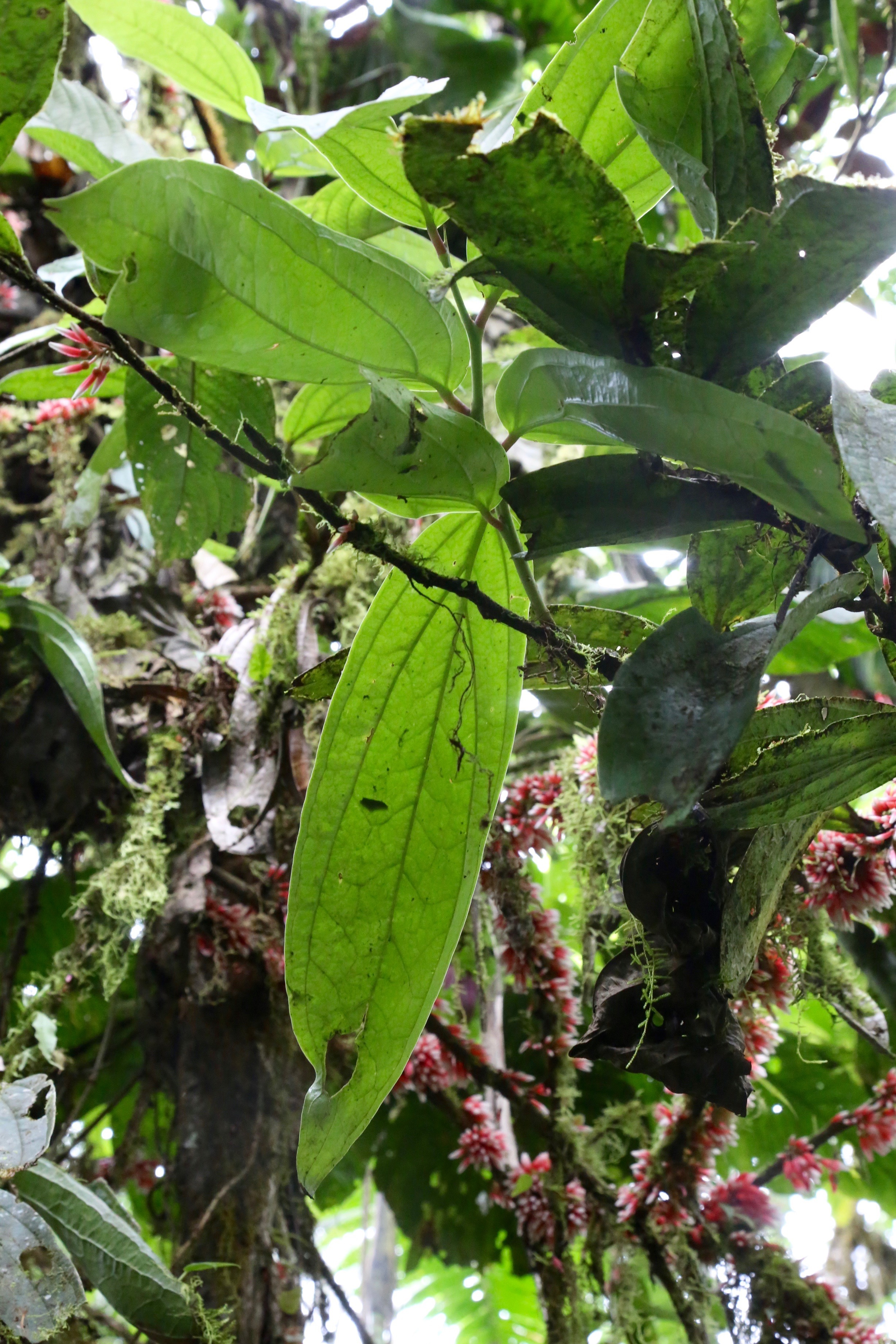
Olistění Thibaudia inflata
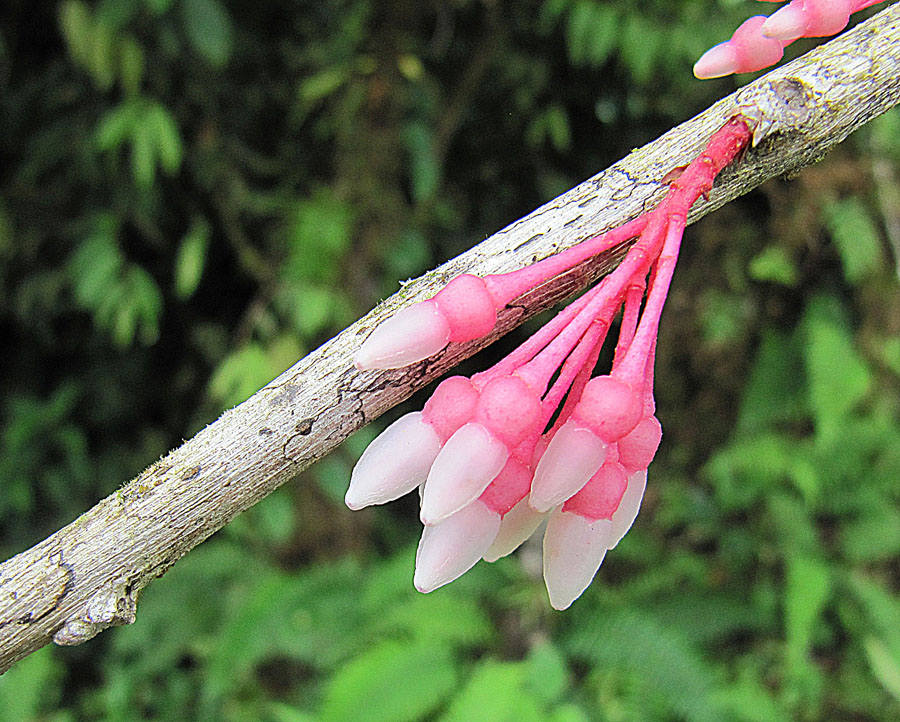
Květenství Thibaudia costaricensis
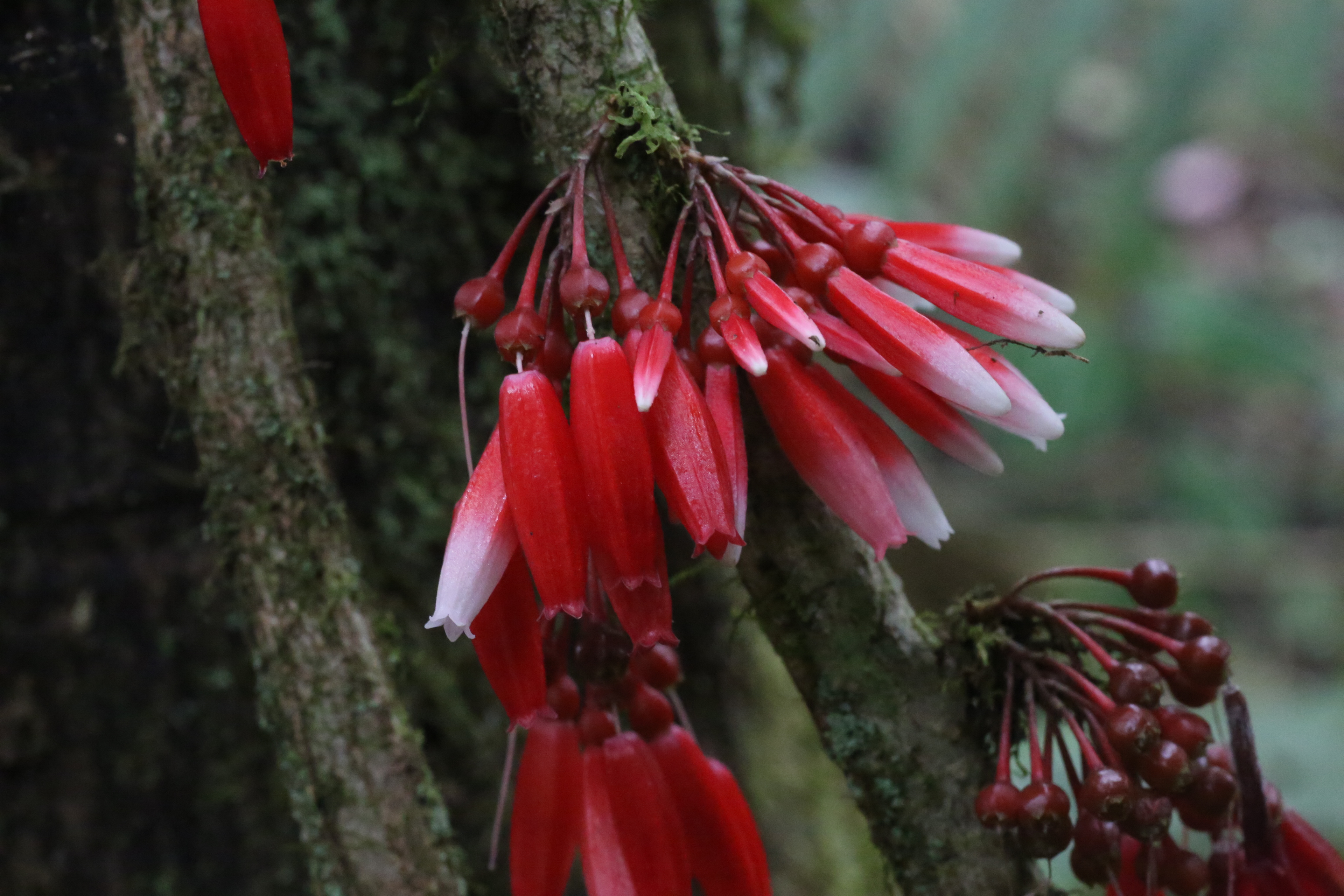
Detail květenství Thibaudia inflata

## Rozšíření
Rod thibaudie zahrnuje 73 druhů. Je rozšířen výhradně v Latinské Americe od Kostariky po Peru, Bolívii a severní Brazílii. Chybí na Karibských ostrovech. Rostou od nížin do hor. Většina druhů roste v andské oblasti od Kolumbie po Bolívii a ve Venezuele. Centrum druhové diverzity je v Peru, odkud je uváděno 24 druhů. Převážná většina druhů jsou endemity jediného státu. Rozsáhlejší areál mají v Jižní Americe druhy Thibaudia floribunda, T. formosa, T. involucrata a T. ulei. Ve Střední Americe roste pouze druh Thibaudia costaricensis.

## Ekologické interakce
Trubkovité květy thibaudií jsou navštěvovány a opylovány převážně kolibříky hledajícími nektar.

## Taxonomie
Rod Thibaudia je v rámci čeledi Ericaceae řazen do podčeledi Vaccinioideae a tribu Vaccinieae.
Mezi blízce příbuzné rody náleží Psammisia (61 druhů ve Střední a Jižní Americe) a Oreanthes (jediný druh v Ekvádoru).
Do rodu Thibaudia byl vřazen rod Calopteryx (2 druhy v Kolumbii a Ekvádoru).

## Význam
Dužnina plodů některých druhů (jmenovitě Thibaudia alata, T. floribunda, T. grantii, T. imrayi, T. melliflora) je jedlá. Jinak tyto rostliny větší význam nemají.